# 石上麻呂
石上 麻呂（いそのかみ の まろ）は、飛鳥時代から奈良時代にかけての公卿。名は麿とも書く。姓は物部連、のち物部朝臣、石上朝臣。官位は正二位・左大臣、贈従一位。
壬申の乱で大友皇子（弘文天皇）の側につき、皇子の自殺まで従った。のちに赦されて遣新羅大使となり、その後法官の仕事につき、筑紫総領になった。701年に大納言となって以後、政治の中枢に携わり、右大臣、左大臣に任じられた。717年で死去するまでの数年は太政官の最高位者であった。
なお、『竹取物語』においてかぐや姫に求婚する5人の貴族の一人である「石上まろたり」のモデルであるとされる。また『万葉集』において「日本」を詠んだ最初の歌人でもある（後述）。

## 生涯

### 天武・持統朝から文武朝前半まで
物部麻呂が史書に現れるのは、天武天皇元年（672年）壬申の乱の終局である。物部麻呂は大友皇子（弘文天皇）の側にいた。戦争での活躍は伝えられないが、大友皇子が敗走して7月23日に自殺するまで、物部連麻呂は一、二の舎人と共に最後までつき従った。
天武天皇5年（676年）10月10日、大乙上物部連麻呂は大使となって新羅に赴いた（小使は山背百足）。この頃新羅と日本は使者の往来を頻繁に行っており、11月3日には入れ違いで金清平らが新羅から来日、23日には高麗（高句麗復興をめざす亡命政権）の使者を送って新羅の金楊原が来日した。麻呂は翌年2月1日に新羅から帰国した。
敗者になった麻呂が、天武天皇に起用された理由は、最後まで従った忠誠を評価されたためではないかと言われる。また、同族の朴井雄君が大海人皇子側で勲功を挙げた事で物部一族への処分が軽微に留まったとする意見もある。雄君はこの年6月に亡くなって死後に氏上と認められた。
天武天皇13年（684年）11月1日、物部連は他の多数の臣姓の氏と共に朝臣の姓を与えられた。この頃に氏の名を石上と改めたらしい。朱鳥元年（686年）9月28日、天武天皇の葬儀において、直広参の石上朝臣麻呂が法官のことを誄（おくりごと）した。これにより以前に法官で勤務したことがわかる。
持統天皇3年（689年）9月10日、石上麻呂と石川虫名は筑紫に派遣され、位記を送り届けた。石上朝臣麻呂の位はこのときも直広参であった。持統天皇4年（690年）1月1日、持統天皇即位の儀式で、物部麻呂朝臣が大盾を立てた。持統天皇6年（692年）3月6日、天皇の伊勢国への行幸に随行した。持統天皇8年（694年）飛鳥浄御原宮から藤原京へ遷都。文武天皇4年（700年）10月15日に、直大壱石上朝臣麻呂は筑紫総領になった。
大宝元年（701年）3月21日に、大宝令にもとづく官位が授けられた際、中納言直大壱石上朝臣麻呂は正三位・大納言に進んだ。
同年7月21日、多知比島が死んだ。このとき正三位石上朝臣麻呂は刑部親王と共に島の家に赴き、天皇からの贈り物を渡した。大宝2年（702年）8月16日に、正三位石上朝臣麻呂は、大宰帥になった。大宝3年（703年）閏4月1日に右大臣の阿倍御主人が死んだとき、正三位石上朝臣麻呂は弔いと贈り物をする使者になった。

### 右大臣・左大臣
慶雲元年（704年）1月7日に、大納言従二位石上朝臣麻呂は右大臣に任命され、2170戸を与えられた。石上麻呂は知太政官事刑部親王の下で二番目の地位になり、皇族以外では最高位となった。慶雲2年（705年）に知太政官事は穂積親王に代わった。
和銅元年（708年）1月11日、従二位石上朝臣麻呂は藤原不比等と共に正二位に叙せられた。3月13日に、右大臣正二位石上朝臣麻呂は長く空席であった左大臣に、不比等が後を継いで右大臣に任ぜられた。しかしながらこの頃に実際に政治を主導したのは、不比等だったと考えられている。
和銅3年（710年）3月10日、都が平城京に遷ったとき、石上麻呂は、旧都の留守になった。7月7日、左大臣の舎人牟佐相摸が天皇に嘉瓜を献じ、文武百官が祝賀の言葉を奏した。
霊亀元年（715年）7月27日に穂積親王が没すると、石上麻呂が臣下の最高位になった。2年後の養老元年（717年）3月3日に石上朝臣麻呂は薨去。78歳だった。元正天皇は深く悼み、朝政を中断して長屋王と多治比三宅麻呂を弔問の使いとして麻呂の家に向かわせ、従一位の位を追贈した。太政官から上毛野広人、五位以上から穂積老、六位以下から当麻東人がそれぞれ誄（しのびごと）が奉られた。『続日本紀』には「追慕し痛惜しない百姓はなかった」と記す。同年11月10日に、絁（あしぎぬ、絹布の一種）100疋・糸400絇・白綿1000斤・布300端が与えられた。

## 年譜
※日付は旧暦、年齢は数え年。
- 舒明天皇12年（640年）、1歳。誕生。
- 天武天皇元年（672年）、33歳。壬申の乱で敗者側となる。
- 天武天皇5年（676年）10月10日、37歳。新羅に派遣される（遣新羅使）。
- 天武天皇6年（677年）2月1日、38歳。帰国。
- 天武天皇13年（684年）11月1日、43歳。朝臣の姓を与えられ、氏を石上と改める。
- 朱鳥元年（686年）9月28日、47歳。天武天皇の葬儀で法官のことを誄す。
- 持統天皇3年（689年）9月10日、50歳。筑紫に位記を届ける。
- 持統天皇4年（690年）1月1日、51歳。持統天皇即位に際して大盾を立てる。
- 持統天皇6年（692年）3月6日、53歳。天皇の伊勢国の神郡への行幸に随行する。
- 文武天皇4年（700年）10月15日、61歳。筑紫総領になる。
- 大宝元年（701年）、62歳。
  - 3月19日、従三位中納言。（『公卿補任』）
  - 3月21日、正三位大納言。
  - 7月21日、多知比島を弔問した。
- 大宝2年（702年）8月16日、63歳。大宰帥になる。
- 大宝3年（703年）閏4月1日、64歳。阿倍御主人を弔問。
- 慶雲元年（704年）1月7日、65歳。右大臣に任命され、2,170戸を与えられる。
- 和銅元年（708年）、69歳。
  - 1月11日、正二位に進み、左大臣に任官される。
  - 7月15日、元明天皇より訓示を受ける。
- 和銅3年（710年）、71歳。
  - 3月10日、平城京遷都。旧都の留守を務める。
  - 7月7日、左大臣の舎人・牟佐相摸が嘉瓜を献じた。
- 霊亀3年（717年）、78歳。
  - 3月3日、薨去。従一位を贈られる。
  - 11月10日。絁100疋、糸400絇、白綿1,000斤、布300端を与えられる。

## 系譜
- 父：不詳
- 母：不詳
- 生母不明の子女
  - 男子：石上乙麻呂（?-750）
  - 男子：石上豊庭[1]
  - 男子：石上東人[1]
  - 女子：石上国盛 - 藤原宇合正室

## 石上麻呂を扱った関連作品
小説
『闇の左大臣 石上朝臣麻呂』（2003年、黒岩重吾、集英社）